# Park Hye-soo
Pour les articles homonymes, voir Park.
Park Hye-soo (hangeul : 박혜수 ; hanja : 朴惠秀 ; RR : Bak Hye-su ; MR : Pak Hye-su), née le 24 novembre 1994 à Séoul, est une actrice et chanteuse sud-coréenne. Elle rencontre le succès à l'international avec son rôle de Yoo Eun-jae dans Hello, My Twenties en 2016.

## Carrière
En 2014, elle participe à la quatrième saison de K-pop Star (en).
En 2016, son rôle de Yoo Eun-jae, une des quatre colocataires de la série Hello, My Twenties lui permet de rencontrer le succès.

## Filmographie

### Séries télévisées
- 2015 : Yong-pal : Kim So-hyun
- 2016 : Hello, My Twenties : Yoo Eun-jae
- 2017 : Saimdang, Memoir of Colors (en) : Saimdang jeune
- 2017 : Introverted Boss (en) : Chae Ro-woon
- 2022 : Dear. M (en) : Ma Joo-ah

### Cinéma
- 2013 : Eunmilhage widaehage : Jeon Soon-im
- 2016 : Will You Be There? (en) : Han Soo-ah
- 2018 : Swing Kids : Yang Pan-rae
- 2020 : Samjin Company English Class : Shim Bo-ram